# Amolops spinapectoralis
Espèce
Statut de conservation UICN

 LC  : Préoccupation mineure
Amolops spinapectoralis est une espèce d'amphibiens de la famille des Ranidae.

## Répartition
Cette espèce est endémique du centre du Viêt Nam. Elle se rencontre dans les provinces de Gia Lai, de Kon Tum et de Quảng Nam et dans la municipalité de Đà Nẵng.

## Description
Amolops spinapectoralis mesure de 47 à 53 mm pour les mâles et de 52 à 67 mm pour les femelles. Cette espèce a la face dorsale colorée d'un réseau brun et olive entourant de grandes taches noires. Sa face ventrale est blanchâtre.

## Étymologie
Son nom d'espèce, du latin spina, « épine », et pectoralis, « poitrine », lui a été donné en référence aux épines pectorales qu'arborent les mâles adultes.

## Publication originale
- Inger, Orlov & Darevsky, 1999 : Frogs of Vietnam: A report on new collections. Fieldiana, Zoology, New Series, vol. 92, p. 1-46 (texte intégral).